# کاداواتگاما
کاداواتگاما (به لاتین: Kadawatgama) یک منطقهٔ مسکونی در سری‌لانکا است که در استان مرکزی (سری‌لانکا) واقع شده‌است.